# Likud

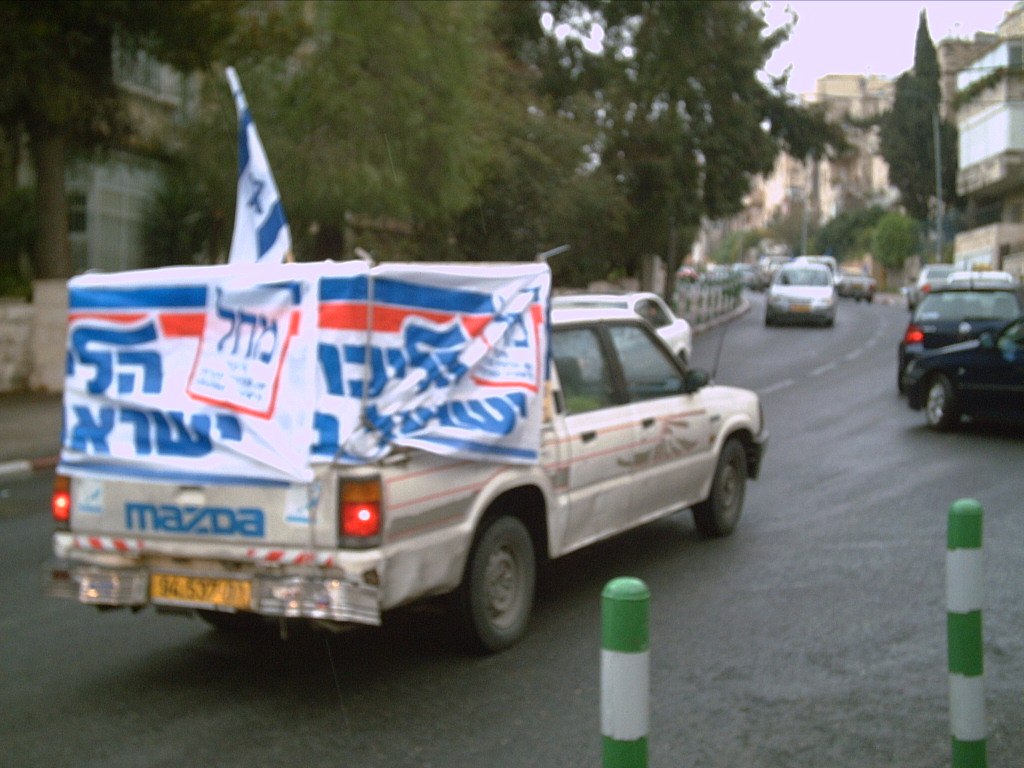
Un camion de prospectare pentru Likud, în Ierusalim, înainte de alegerile din 2006

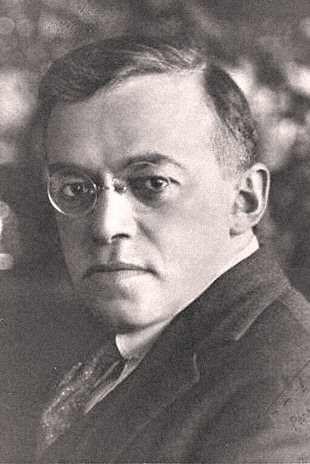
Ze ' ev Jabotinsky

Likud (în ebraică:הַלִּיכּוּד, translit.  HaLikud, lit., Consolidare), în mod oficial, Likud- Mișcarea Național-Liberală, este un partid de centru-dreapta, în Israel.

## Menachem BeginșiAriel Sharon
Un partid laic de centru-dreapta, Likud a fost fondat în 1973 de către Menachem Begin și Ariel Sharon în alianță cu mai multe partide de dreapta.
      
Victoria răsunătoare în alegerile din 1977 a fost un punct de cotitură în istoria politică a țării, marcând prima dată când stânga a pierdut puterea. În plus, a fost prima dată în Israel când un partid de dreapta a câștigat o pluralitate de voturi.

Menahem Begin, Jimmy Carter și Anwar Sadat la summitul de la Camp David
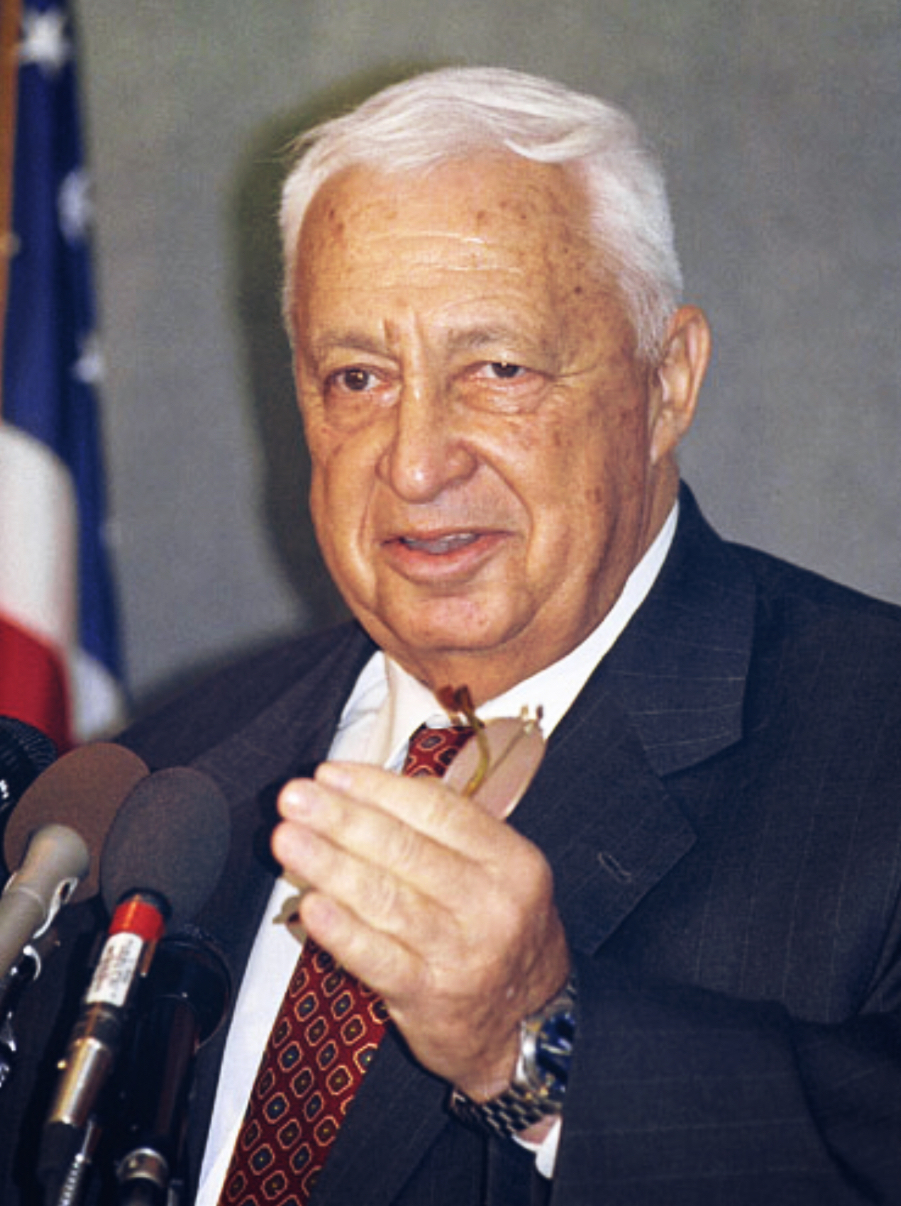
Ariel Sharon

## Benjamin Netanyahu
Cu toate acestea, după ce a guvernat aproape toți anii '80, partidul a pierdut alegerile pentru Knesset în 1992. Totuși, candidatul Likudului, Benjamin Netanyahu a câștigat postul de Prim-Ministru în 1996 și a primit sarcina de a forma guvernul după alegeri.
Guvernul Netanyahu s-a dizolvat după un vot de neîncredere, care a condus la alegerile din 1999, Likud pierzând puterea în favoarea coaliției Israel Ahat (în română:Un Israel) coaliție condusă de Ehud Barak.

## Ariel Sharon
În 2001, Ariel Sharon, candidat Likud care l-a înlocuit pe Netanyahu în urma alegerilor din 1999, l-a învins pe Barak și a devenit Prim-Ministru. După ce partidul a înregistrat o victorie convingătoare în alegerile din 2003, Likud, a suferit o scindare majoră în 2005, când Sharon a plecat pentru a forma partidul Kadima. Acest lucru a dus la căderea Likudului pe locul patru în alegerile din 2006 și la pierderea a douăzeci și opt de locuri în Knesset.

### Din nou Netanyahu
În urma alegerilor din 2009, Likud a fost capabil să câștige cincisprezece locuri și, cu Netanyahu din nou în fruntea partidului, a format o coaliție cu partide de dreapta Yisrael Beiteinu și Shas ca să controleze guvernul Kadima, care a câștigat o multitudine, dar nu o majoritate. Netanyahu este de atunci Prim-Ministru, iar Likud obține de atunci majoritatea voturilor.

Un membru de partid este numit un likudnic.